# Драган Марковић Палма
Драган Марковић (Кончарево 2. мај 1960  — Јагодина, 22. новембар 2024), познат под надимком Палма, био је српски политичар и предузетник. Био је оснивач и председник странке Јединствена Србије, народни посланик Скупштине Србије, почасни конзул Грчке у Србији и председник Скупштине града Јагодина.
На челу града Јагодине био је од 2004. па све до смрти, а од 2004. до 2008. био је на функцији председника Скупштине општине Јагодине. До 2012. године био је градоначелник Јагодине. До 2024. године био је председник Скупштине града Јагодине.

## Биографија
Рођен је 2. маја 1960. године у селу Кончарево, које се налази на територији града Светозарева. Био је син јединац из сељачке породице. У детињству са својим оцем је на реци Великој Морави помагао у вађењу песка и у печењу цигле. У време детињства, током седамдесетих година 20. века је са својим оцем превозио цигле, песак и угаљ са кочијама, који су вукли коњи. По завршетку основне школе, је уписао и завршио школу ученика у привреди (ШУП) у тадашњем Светозареву. Како је у једном интервјуу изјавио, школовање није наставио, јер је отац желео да његов јединац не напушта имање и породични посао. Ипак, није наставио традицију печења цигле, него је изнајмљивао шатре и прибор за весеља, а потом и организовао наступе певача на сеоским прославама. Неколико година касније купио је камион и почео да се бави пословима транспорта.
Најчешће је превозио угаљ те је постао главни добављач ове сировине за Фабрику каблова у Јагодини. То је много помогло развоју бизниса, јер је сигуран приход од тако великог предузећа допринео већим улагањима, па самим тим и конкурентности на тржишту. Како је он рекао, пријавио се на тендер за добављача угља за потребе Војске Југославије. Неколико пута је поновио да његово предузеће задовољавала све услове, те је постао главни дистрибутер угља за војни сектор.  Као један од најуспешнијих предузетника у том делу Србије, бесплатно је насипао путеве на целој територије општине Јагодина и донирао угаљ за грејање школа и других јавних установа.
У октобру 1995. године основао је Фонд „Треће дете“, те постао његов председник задужен за Поморавски округ. Залагао се за идеју да сви грађани општине Јагодина годишње дају по један динар за овај фонд. Исте године проглашен је најбољим менаџером и предузетником у тадашњој Савезној Републици Југославији. У образложењу награде коју је додељивао Југословенски савет за менаџмент и едукацију било је наведено да је предузеће АТП „Палма“, синдикалним организацијама у 14 градова Србије и Војсци Југославије испоручило 110.000 тона угља на кредит, те поклонило око 500 тона угља школама, социјалним, културним и другим установама у Србији.
Био је и приватни предузетник, власник компаније АТП Палма, која је запошљавала преко 100 радника и у чијем саставу, осим телевизије „Палма плус“, је пословало и предузеће за транспорт и трговину. Био је власник кик-бокс клуба „Палмини тигрови”. Марковић је 1994. године проглашен за најбољег предузетника Србије, а 1995. године и за најбољег југословенског менаџера. Носилац је признања Почасни грађанин града Катерини у Грчкој и Почасни сенатор Сената привреде Србије, основаног у сарадњи са Сенатом привреде Аустрије. Од председника Републике Грчке именован је за почасног конзула Грчке у Србији. Од Прве европске куће, 11. децембра 2017. године добио је признање - Најевропљанин за ту годину.
Био је ожењен, имао два сина и петоро унучади.

## Политичка каријера
У политички живот укључује се 1993. године када са Жељком Ражнатовићем Арканом и Бориславом Пелевићем, оснива странку Сабор српског јединства. Жељко Ражнатовић Аркан, је био оснивач и први председник странке Странке српског јединства, до 2000. године.
После упознавања и почетка политичке сарадње, 1995. године, је био позван на венчањe Светлане Цеце Ражнатовић и Жељка Ражнатовића Аркана. Био је једини одборник Странке српског јединства, у Јагодини после избора 1996. године, које је у том граду добила коалиција Заједно. На изборима 2000. године изабран је за републичког посланика са листе ССЈ-а. Године 1998. на страначкој скупштини Странке српског јединства, која је била одржана у Јагодини, био је изабран за председника градског одбора Странке српског јединства у Јагодини, за Поморавски округ и потпредседника Странке српског јединства. До 2003. године, је био члан странке, коју је предводио нови председник странке Борислав Пелевић. Током деведесетих година 20. века, у Јагодину су долазили Светлана Цеца Ражнатовић, заједно са Жељком Ражнатовићем Арканом, где су испред фирме АТП Палма, поделили хуманитарну помоћ грађанима Јагодине.
У интервјуу који је у априлу 2000. године објавио недељни лист „НИН“, Марковић је тада изјавио, да су данашњи политичари „све научили читањем књига на факултету, али да је најјачи факултет онај где човек прође кроз све фазе и практично осети проблематику и све оно што прати једног руководиоца.“
На ванредним парламентарним изборима који су одржани у децембру 2000. године Странка српског јединства, на челу са новим председником странке Бориславом Пелевићем, освојила је 14 посланичких мандата. Један од посланика у Савезној скупштини Савезне Републике Југославије постао је и Марковић. Три године касније поново су одржани ванредни парламентарни избори, а Странка српског јединства, није успела да освоји нити један посланички мандат.
Године 2003. се исписује из странке, да би потом 15. фебруара 2004. године, основао своју политичку партију Јединствена Србија, чији је и председник, која је касније током 2004. године на ванредним локалним изборима у Јагодини остварила убедљиву прву победу. Четири године касније, 2008. године, политичка партија Јединствена Србија постаје парламентарна странка, која је на ванредним парламентарним изборима 2008. године први пут успела да пређе цензус и освоји посланичка места у Народној скупштини Републике Србије, заједно тада са коалиционим партнерима СПС-ом и ПУПС-ом. Марковић је постао тада по први пут народни посланик и председник посланичке групе Јединствена Србија у Народној скупштини Републике Србије.
Од 6. октобра 2004. године, Марковић се налазио на челу града Јагодине, јер од укупно од 75 изборних јединица победио на укупно 73 изборне јединице, убедљиво је победио тадашњег кандидата Демократске странке, Драгана Алемпијевића, који је био кандидат за председника Скупштине општине Јагодина, због чега је Демократска странка у Јагодини изгубила власт. Захваљујући доласком на власт Драгана Марковића Палме, општина Јагодина добија статус града 2008. године и самим тим Марковић је био први градоначелник у историји града Јагодине, од 2008. до 2012. године, пре тога је вршио функцију председника скупштине општине Јагодине. Од 2012. године је председник Скупштине града Јагодине.
Године 2006. владика шумадијски Јован уручио је Драгану Марковићу Палми орден Светог Симеона Мироточивог Првог степена, као највише признање епархије шумадијске. Свети архијерејски синод СПЦ доделио је Драгану Марковићу Палми, високо одликовање Српске православне цркве – Орден Светог Саве Првог степена, које му је уручио Патријарх српски Иринеј. Драган Марковић Палма са породицом и АТП „Палма“, која је у власништву породице Марковић, ктитор је храма Светог Јована Крститеља у Кончареву.
Драган Марковић Палма је током 2006. године лично помагао Добрици Стојковићу, политичару из Ражња, који је успео да победи на локалним изборима у општини Ражањ и постане председник општине Ражањ.
Марковић је сматрао да се Операција Олуја треба окарактерисати као геноцид.

## Народна скупштина и инвестиције
Марковић је народни посланик био у пет мандата, а 2003. године био је посланик и у Скупштини Србије и Црне Горе. Оснивач је и председник политичке партије Јединствена Србија. Марковић је био и шеф посланичке групе Јединствена Србија. Од 2004. године налазио се на челу Јагодине, прво као председник скупштине општине Јагодине, а касније као градоначелник града Јагодине од 2008. до 2012. године. У време првог мандата Драгана Марковића Палме, 2006. године је отворен Зоо-парк Јагодина, 2007. године отворен је аква парк, потом 2008.године отворен је музеј воштаних фигура у Јагодини, први и једини Музеј воштаних фигура у Србији, отворен уз помоћ Вука Бојовића, атељеа Радовић, и вајара Бранислава Црвенковића.
Под руководством Драгана Марковића Палме, Скупштина града Јагодине потписала је уговоре са 12 страних инвеститора, у граду за време његовог мандата своје седиште отвориле су компаније Вибак, Андреа конфециони (Andrea confezioni), Мобилтури (Est Cucine) и Аунде, за којима су дошли и немачки Фишер и аустријски Шибел. Захваљујући изградњом и отварањем аква парка, зоолошког врта, музеја воштаних фигура, виво шопинг парка и изградње вештачког водопада у излетишту Арачлијски поток, Јагодина је постала један од великих и јединствених туристичко–трговинских центара у Србији коју је 2015. године посетило више од 400.000 туриста, ти објекти су захваљујући радом, залагањем и трудом Драгана Марковића Палме, постале главне туристичке атракције града Јагодине. У 2017.години град Јагодину је посетило преко пола милиона туриста из Србије и иностранства.

## Контроверзе
Због јавних изјава против ЛГБТ популације Марковићу је Први основни суд у Београду новембра 2011. године донео пресуду за тешки облик дискриминације, дефинисан као изазивање и подстицање неравноправности, мржње и нетрпељивости по основу сексуалне оријентације.
Потпредседница Странке слободе и правде, Мариника Тепић, 19. априла 2021. године је оптужила Палму и његове партнере за „проституцију жена и девојчица” у Јагодини. Тепићева је открила и видео-запис сведочења анонимног човека који је обавештен о случају проституције. У видеу је објаснио како је све организовано, ко зна све о варању малолетника и који су чланови владе присуствовали забавама на којима се дешава проституција, тврдећи да се све то догађа у хотелу Кончарево чији је „стварни власник” Палма. Марковић је на ове тврдње одговорио назвавши их „лажима” и најавио да ће тужити Тепићеву. Тужиоци су најавили да ће истражити тврдње. Дана 23. априла 2021. године, ректор Универзитета Мегатренд, Мића Јовановић, изјавио је да је био присутан на забави на којој је Марковић „проституисао девојке између 18 и 20 година државним и општинским званичницима”. Тужилаштво у Јагодини је у априлу 2021. отворило предмет „Палма”, поводом оптужби да је одговоран за подвођење малолетница у тамошњим хотелима. Више јавно тужилаштво у Краљеву дана 27. августа 2021. године није утврдило постојање основа сумње за покретање кривичног поступка.

## Смрт
Преминуо је 22. новембра 2024. године после краће болести. Сахрањен је 26. новембра у родном Кончареву.

## Одликовања
- Орден Светог Симеона Мироточивог (Српске православне цркве)[10]
- Орден Светог Саве Првог реда (Српске православне цркве)[11]